# Ischnoptera santacruzensis
Ischnoptera santacruzensis är en kackerlacksart som beskrevs av Roth, L. M. 1992. Ischnoptera santacruzensis ingår i släktet Ischnoptera och familjen småkackerlackor. Inga underarter finns listade i Catalogue of Life.